# ろんぶ〜ん
『ろんぶ〜ん』は、NHK教育テレビジョンで2018年10月4日から2019年3月21日まで放送されていた知的エンターテイメント番組。2020年1月31日に書籍、NHK「ろんぶ～ん」制作班編著、『奇跡の論文図鑑 ありえないネタを、クリエイティブに！』（NHK出版、四六判、176頁、ISBN 978-4-14-081806-0）が出版された。冒頭では、NHK制作局ディレクター小宮大氏の解説がある。

## 概要
一般には理解しづらいと考えられている『論文』を毎週特定のテーマについて選び、論文著者が自ら紹介してMC・ゲスト・プレゼンターとの会話を通じて平易に読み解いていく。

## 放送日時
放送日時はいずれも日本標準時。
- 本放送: 木曜日 23:00 - 23:30
- 再放送: 土曜日 1:00 - 1:30（金曜日深夜）

## 出演者
- MC: 田村淳[所属 1]
- 司会: 中山果奈[所属 2]、片山千恵子[所属 2][注釈 1]
- ナレーション: 石澤典夫

## 放送リスト
| #  | 放送日         | テーマ         | ゲスト                   | プレゼンター         | 論文名（発表媒体） | 発表者                                        | 主な論題 |
| -- | -------------- | -------------- | ------------------------ | -------------------- | --- | --------------------------------------------- | --- |
| P1 | 2017年 3月29日 | ハゲ           | 関根勤、入矢麻衣         | トレンディエンジェル | カール禿頭王は本当に禿げていたか | 赤阪俊一                                      | 歴史上における禿げの地位変遷に関する研究 |
| P1 | 2017年 3月29日 | ハゲ           | 関根勤、入矢麻衣         | トレンディエンジェル | 外見と<人格のテスト> -「ハゲについてのジェンダー論的考察」 | 須長史生                                      | ハゲかハゲでないかの境界に関する論考 |
| P2 | 2018年 3月28日 | 痴漢           | 梨衣名                   | 向井慧               | 手はどのように知覚されるのか? -臀部における触判断の検討- | 厳島行雄                                      | |
| P2 | 2018年 3月28日 | 痴漢           | 梨衣名                   | 向井慧               | 禅と痴漢 | 岩井茂樹                                      | |
| 1  | 10月4日        | 漫才           | 三倉茉奈                 | 斎藤司               | 漫才、コントにおけるツッコミ役のパフォーマティヴな気づき | 細馬宏道                                      | ツッコミを入れる直前に観客の方に向き合うことで間を作る、ツッコミ役の演技「身体ノリ」の発見 |
| 1  | 10月4日        | 漫才           | 三倉茉奈                 | 斎藤司               | Generating Funny Dialogue between Robots based on Japanese Traditional Comedy Entertainment（漫才ロボットにおけるおもしろいネタの作り方）                         | 灘本明代                                      | お題から、Webのスクレイピングを活用し時事ネタとして漫才化するプログラムの開発 |
| 2  | 10月11日       | 猫             | 中川翔子                 | 哲夫                 | 近代における都市-農村・日本-世界の文化的交差 -<近代>を準備した江戸の猫ブーム-                                                                                     | 遠藤薫                                        | 江戸時代における猫の大衆化・キャラクター化の文献調査 |
| 2  | 10月11日       | 猫             | 中川翔子                 | 哲夫                 | ネコは一度きりの経験を通して偶発的に記銘された記憶を利用できる | 高木佐保                                      | 猫の実験を通じての猫の記憶に関する研究と、猫を実験に利用することの困難性 |
| 3  | 10月18日       | アイドル       | 野口五郎                 | カズレーザー         | 1970年代の「アイドル」文化装置としての雑誌『明星』 | 田島悠来                                      | 芸能雑誌『明星』の変貌を通じてのアイドル観の変遷 |
| 3  | 10月18日       | アイドル       | 野口五郎                 | カズレーザー         | モーニング娘。とAKB48のビジネスシステム その生成プロセスと新奇性・競争優位性                                                                                      | 箕輪雅美                                      | ブランド名としてのアイドルグループの確立（モーニング娘。）と、ファンの反応をPDCAサイクルとして回すシステム（AKB48）のビジネスモデル面からの分析 |
| 4  | 10月25日       | 盛り顔         | りゅうちぇる             | 白鳥久美子           | 自撮り写真の目にどれだけ盛れば魅力が下がるのか -「盛る」感性の性差・地域差の検討-                                                                                 | 小関美咲 増田知之                             | 盛り顔の限界に男女差、地域差が見られない理由がSNS等の世界的に共通の広がりにあるとの評価を行った |
| 4  | 10月25日       | 盛り顔         | りゅうちぇる             | 白鳥久美子           | 浮世絵の非写実的表現に関する3次元幾何学的分析 | 久保友香                                      | 折り紙を利用した顔の特徴点の変換を数式化 |
| 5  | 11月1日        | ラーメン       | おのののか               | アキラ100%           | ラーメン vs カレー: 2年分のログデータと高速食事画像認識エンジンを用いたTwitter食事画像分析とデータセット自動構築                                                  | 柳井啓司                                      | Twitterの位置情報付画像を、料理名のキーワードフィルタと機械学習を用いた食事画像の自動認識AIフィルタによるランキングの作成 |
| 5  | 11月1日        | ラーメン       | おのののか               | アキラ100%           | ラーメン残渣汁由来BDFの製造方法の検討とエンジン性能 | 近藤千尋                                      | ラーメン（カップ麺）の残り汁からバイオディーゼル燃料を取り出す手法の比較検討 |
| 6  | 11月8日        | 食欲の秋       | 土井善晴                 | 飯尾和樹             | 日本語テクスチャー用語の収集 | 早川文代                                      | 食感表現語の収集・選考と分類を行ったことにより評価項目の共通化が図られたこと、および日本語のテクスチャ表現の多彩さを示唆 |
| 6  | 11月8日        | 食欲の秋       | 土井善晴                 | 飯尾和樹             | 獲物を視覚的に認識したときの視床下部下葉摂食中枢の活性化 Activation of the hypothalamic feeding centre upon visual prey detection                                 | 川上浩一                                      | 食べ物を目視した際の食欲は本能に由来することを捕食を経験していないゼブラフィッシュで実験することで確認 |
| 7  | 11月22日       | 恋愛           | 田中みな実               | 横澤夏子             | 大学運動選手の恋愛経験が競技生活に及ぼす影響 | 西田文香、高見和至                            | スポーツ選手の恋愛経験と成績の相関関係を導出し、考察 |
| 7  | 11月22日       | 恋愛           | 田中みな実               | 横澤夏子             | 街中で初対面の男性から話しかけられた女性の情報検索過程 | 仲嶺真                                        | いわゆるナンパに対する女性の判断プロセス等の分析 |
| 8  | 11月29日       | ギャンブルと運 | 萩原聖人                 | コカドケンタロウ     | Inactivating Anterior Insular Cortex Reduces Risk Taking （「島皮質前部の不活性化によるリスク選択行動の減少」）                                                   | 飯島敏夫                                      | ラットにギャンブル要素のある水分補給装置を与えて実験することで、リスク選択を司る脳の部位（島皮質）があることを発見 |
| 8  | 11月29日       | ギャンブルと運 | 萩原聖人                 | コカドケンタロウ     | 「運」という物語と主体との関係 | 土井孝典                                      | 『カイジ』を題材に、人間の運との向き合い方を考察 |
| 9  | 12月13日       | 仕掛学         | テリー伊藤               | 白鳥久美子           | 仕掛学概論-人々の人々による人々のための仕掛学- | 松村真宏                                      | 世界中の様々な仕掛けの事例を集め、仕掛学という学問の概要を論じた |
| 9  | 12月13日       | 仕掛学         | テリー伊藤               | 白鳥久美子           | 指向性スピーカーを用いた歩きスマホ防止策「おしゃべりスマホ」 | 田縁正明                                      | フェイズドアレイを利用した自作の指向性スピーカーを利用してスマホ自体が歩きスマホを注意するような仕掛けを考案して実験した結果、歩きスマホ中止率は指向性のないスピーカーに劣ったが、嫌悪感はより低いという結果となるとともに、フォーカスが固定された指向性スピーカーだけでは歩行に追従できないため効果が薄いのではないかという知見も得られた                                           |
| 10 | 12月20日       | 感動           | ベッキー                 | 哲夫                 | ライブビデオストリーミングにおける拍手マシンを用いた拍手の遠隔伝送                                                                                                | 高橋征資                                      | ネット中継に対して感動を伝達するために拍手を実際に遠隔で伝送するための機械の開発と評価 |
| 10 | 12月20日       | 感動           | ベッキー                 | 哲夫                 | 『感動』喚起のメカニズムについて | 戸梶亜紀彦                                    | 『感動』というポジティブな感情は先行研究がない分野であったところから始まり、感動を導く各種の感情についての分析を行い、悲しさが感動につながるためには当事者ではなく第三者としての視点が必要であることや、感動は対象に対するのめり込み(高関与状態)を発端とする感情移入から到達した緊張状態からの緩和が引き起こすものであるという結論を得た                                             |
| 11 | 2019年 1月10日 | 宇宙人         | 安田美沙子               | 飯尾和樹             | Anthropology of First Contact | 木村大治                                      | 文化間コミュニケーションにおける究極の他者として宇宙人を想定し、コミュニケーションを成立させるためには双方の共同作業をベースにするのが望ましいとの考察を行った |
| 11 | 2019年 1月10日 | 宇宙人         | 安田美沙子               | 飯尾和樹             | Red-edge position of habitable exoplanets around M-dwarfs | 滝澤謙二                                      | 基礎的な生命である植物の発生条件を考察し、可視光の大部分が植物に吸収されることにより残存する赤外線近縁のスペクトルに着目すべきとの仮説を立てた |
| 12 | 1月17日        | 詐欺           | 千秋                     | コカドケンタロウ     | 「オレオレ詐欺」を誘発する日本語の特異な一人称代名詞の使用―家族への電話で掛け手の名乗りが避けられるのは何故か?―                                                   | 大高博美                                      | オレオレ詐欺の温床の一つとして、電話上の名乗りで特に内輪向けの一人称を使う傾向が日本語の文化的背景にあることに求めた |
| 12 | 1月17日        | 詐欺           | 千秋                     | コカドケンタロウ     | Persistent Reliance on Facial Appearance Among Older Adults When Judging Someone's Trustworthiness （人の信頼性を判断する際に顔の見た目に頼り続ける高齢者の傾向） | 鈴木敦命                                      | 表情から受ける印象の善悪と実際の善悪の間に食い違いが生じるケースにおいて、若年者は顔の記憶を元に判断できるのに対し、高齢者は顔の印象から善悪を判断する傾向があることを導いた 加えて、詐欺被害に会いやすい人のグループ傾向を明らかにした論文の紹介もされた |
| 13 | 2月7日         | 服             | IKKO                     | 板倉俊之             | 徳川家康所用服飾類の研究 | 福島雅子                                      | 服飾を権力の象徴とするための五つ紋形式の確立や裃の公服化などを家康が推進したことや、絶大な権力を持った家康への忖度が全国にこれらの服飾が広まる要因となったことを明らかにした |
| 13 | 2月7日         | 服             | IKKO                     | 板倉俊之             | 心理状態と生理計測値および触刺激との関係について | 石丸園子                                      | 服の着心地を客観的に比較検討することを目的として、（リラックス - 緊張）と（活性 - 眠気）という二軸を評価軸とした心理状態の数値化を試みた |
| 14 | 2月14日        | キス           | パンツェッタ・ジローラモ | 白鳥久美子           | 近代化の中の男と女―「色」と「愛」の比較文化史 | 佐伯順子                                      | 日本の歴史における恋愛全般の変遷を各種文献から読み解いた当該論文からキスに関する論題を特に取り上げ、キスに対する考え方が江戸時代と明治以降で異なることと、その要因が欧米からの文化輸入にあったことを分析 |
| 14 | 2月14日        | キス           | パンツェッタ・ジローラモ | 白鳥久美子           | 口腔内動作を入出力とする触覚コミュニケーションデバイス | 高橋宣裕                                      | 遠隔地間でキスの感触を相互に伝達可能な機械製作の試行錯誤を通じ、よりキスらしい情報伝達を図った |
| 15 | 3月7日         | 幽霊           | 小島瑠璃子               | アキラ100%           | “副実像”の写像公式化の研究 ～定式化のための行列の特定と可視化～                                                                                                   | 成松紀佳、高田晶帆、梶尾滝宏（科学部 物理班） | 被写体に非常に強い光を当てることによりレンズ表面と内部で起こる反射によって微小な像（副実像）が出現することを発見し、その事象を任意に発生させるための結像位置に関する式を確立させた |
| 15 | 3月7日         | 幽霊           | 小島瑠璃子               | アキラ100%           | 東日本大震災による爪痕の将来性に対する検討―宮城県石巻市における幽霊現象を事例に―                                                                                  | 金菱清                                        | 防災や復興のような国家・自治体レベルの枠組ではなく、被災した個人の経験を記録することを重視した「震災学」を提唱し、学生のフィールドワークの一環として収集したタクシードライバーの幽霊目撃談から、被災地における死者と残された者の関係性を見出した |
| 16 | 3月21日        | 謝罪           | 壇蜜                     | 飯尾和樹             | 家庭内における日中の謝罪言語行動:ホームドラマの謝罪談話の分析 | 李竺楠                                        | 日本と中国の間で謝罪についての認識がどのように異なるのかを、日中のテレビドラマを題材に会話シーン中の謝罪シーン率等を計測するとともに、全10種に分類した謝罪シーン中の戦略から双方に差異があること、一方、仕事ドラマを題材とすると、謝罪シーン自体の比率はホームドラマと同一傾向であったが、業務の遂行に影響があると推測されることから責任を認めるシーンの率は差異がないことを確認した |
| 16 | 3月21日        | 謝罪           | 壇蜜                     | 飯尾和樹             | 謝罪は充分ではない:謝罪は怒りの接近の動機づけを抑制するが生理的・心理的怒りまでは抑制しない―中枢・自律・主観指標による検討―                                       | 川合伸幸                                      | 謝罪行動が怒りのどのような側面について有効かどうかをアンケートの意見に対する批判に謝罪文を含めるか否かで分類し、生理的反応の計測、および心理テストの結果に基づく精神的反応の推定を元に分析し、怒りの攻撃性を減らすためには有効だが不快感には効果がないことを確認した |